# Liu (Zhezong)
Liu, född 1079, död 1113, var en kinesisk kejsarinna, gift med kejsar Song Zhezong. 
Liu var en av flera kvinnor som valdes ut till att ingå i kejsarens harem: hon var inte hans huvudgemål, men hon var kejsarens personliga gunstling och favorit, och han fick en son och tre döttrar med henne. 
Liu var involverad i en infekterad rivalitet med kejsarens huvudgemål kejsarinnan Meng. År 1096 förvisades Meng från palatset och fråntogs sin titel sedan hon blivit implicerad i ett mål där häxeri misstänktes ha blivit använd mot Liu. År 1100 fick Liu titeln kejsarinna, vilket ifrågasattes av flera personer vid hovet, bland dem änkekejsarinnan, som såg henne som ansvarig för Mengs avsättning. 
Efter makens död samma år, försökte änkekejsarinnan få Liu fråntagen titeln änkekejsarinna och istället ge den till den rehabiliterade Meng. Målet avgjordes dock med att titeln änkekejsarinna tillföll båda två. Liu begick självmord år 1113 sedan hon anklagats för att försöka få inflytande över politiken, något som fått kejsaren att överväga att ta titeln ifrån henne.  